# توم باركر (ممثل)
توم باركر (بالإنجليزية: Tom Parker)‏ هو ممثل أمريكي، ولد في 12 مايو 1975 في الولايات المتحدة.

## وصلات خارجية
- توم باركر على موقع IMDb (الإنجليزية)
- توم باركر على موقع قاعدة بيانات الفيلم (الإنجليزية)